# 瓦卡莫克 (亞利桑那州)
瓦卡莫克（英語：Vakamok）是位於美國亞利桑那州皮馬縣的一個非建制地區。該地的面積和人口皆未知。

## 地理
瓦卡莫克的座標為31°42′20″N 112°01′51″W / 31.70556°N 112.03083°W，而該地的平均海拔高度為690米（即2264英尺）。